# Distoleon yunnanus
Distoleon yunnanus är en insektsart som beskrevs av C.-k. Yang 1986. Distoleon yunnanus ingår i släktet Distoleon och familjen myrlejonsländor. Inga underarter finns listade i Catalogue of Life.